# Kaoua (Togo)
Pour les articles homonymes, voir Kaoua.
Kaoua est une petite ville du Togo

## Géographie
Kaoua est situé à environ 47 km de Kara, dans la région de la Kara.

## Vie économique
- Coopérative paysanne
- Marché au bétail

## Lieux publics
- École primaire
- Dispensaire